# 이계철 (1827년)

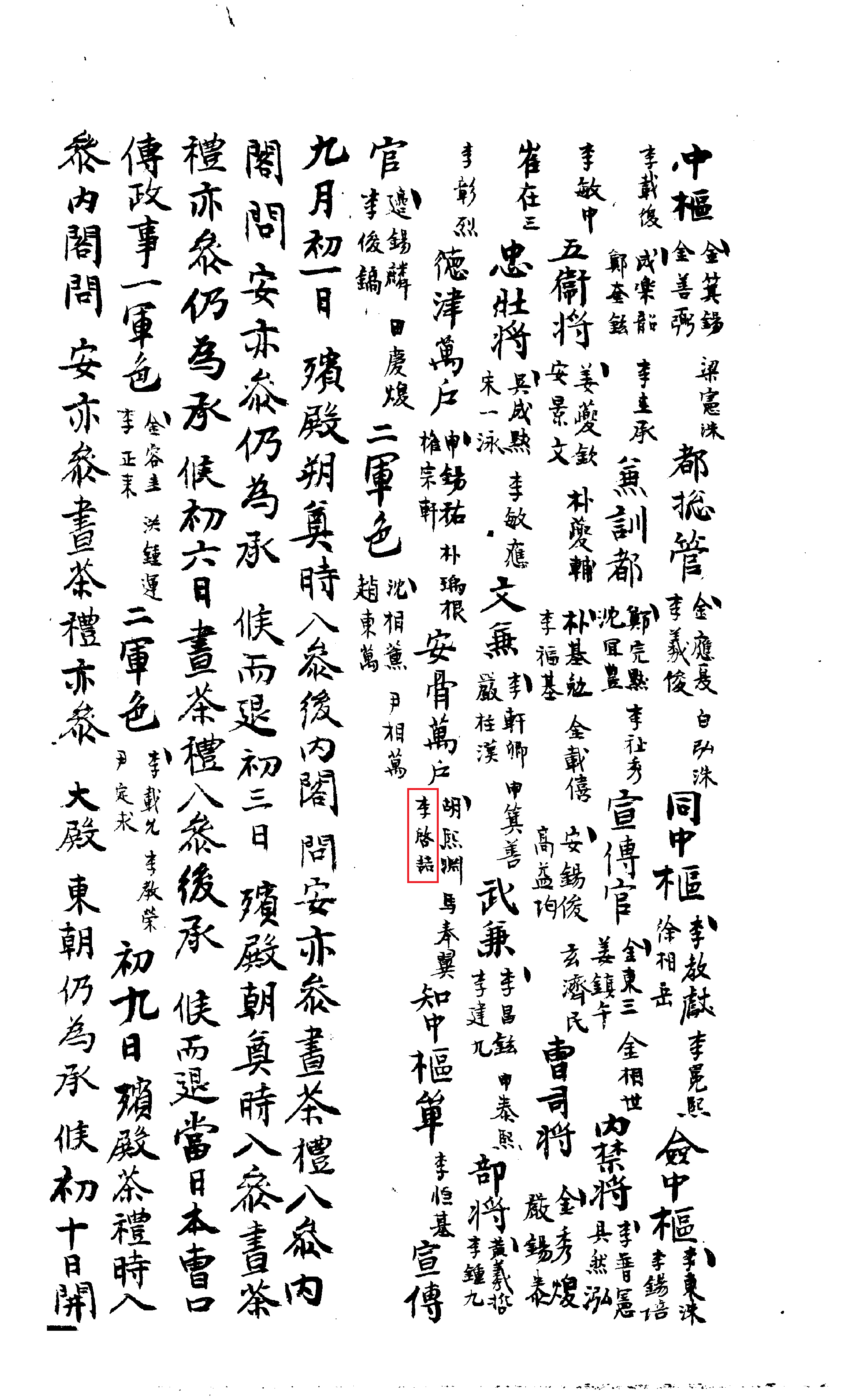
1878년 7월 10일자 조정 입조록
(이재원 작)

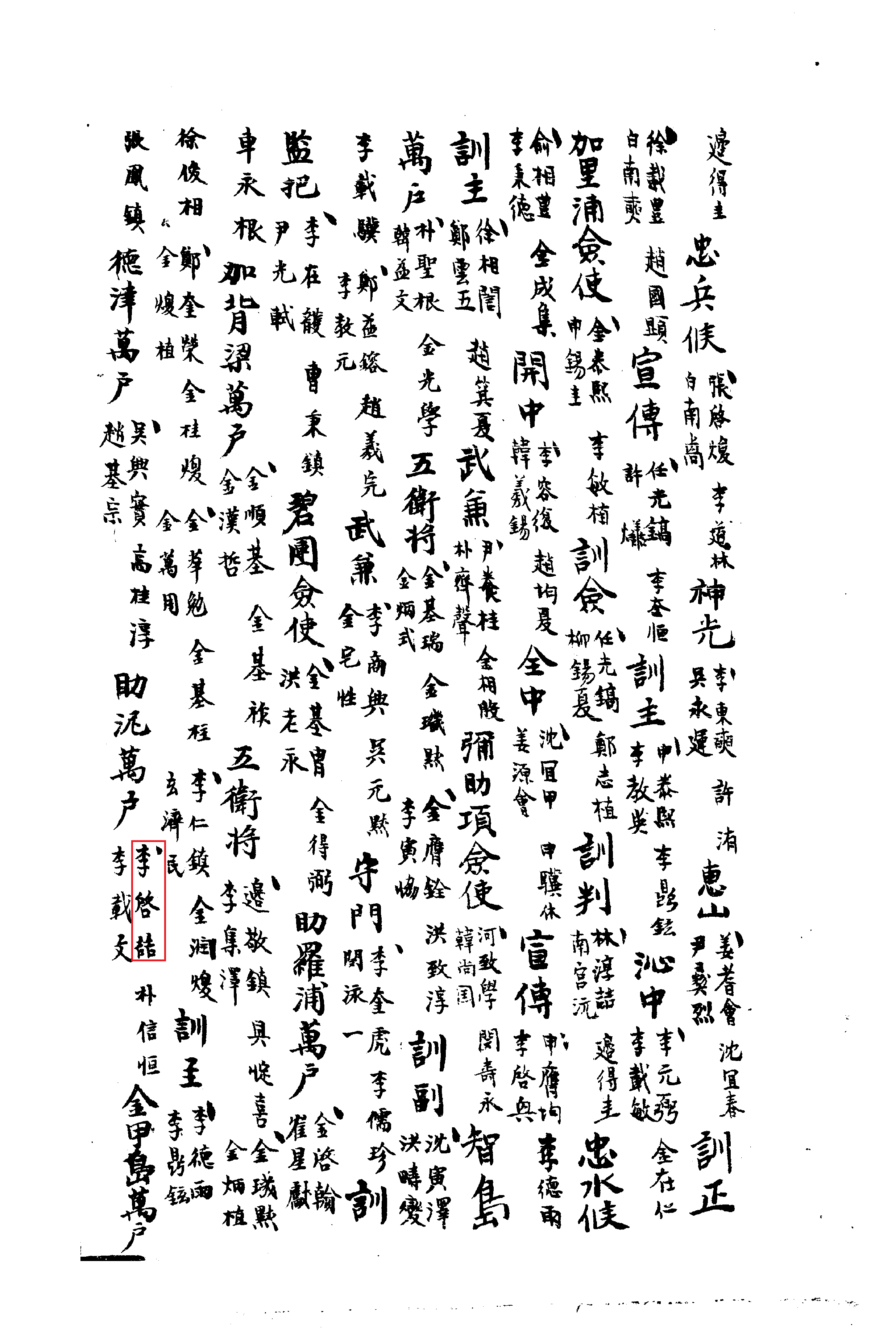
1878년 12월 19일자 조정 입조록
(이재원 작)

이계철(李啓喆, 1827년 3월 10일 - 1890년 4월 3일)은 조선 후기의 무신, 군인이다. 본관은 우계(羽溪)이며 초명은 면조(冕祚), 자(字)는 성오(省吾), 호는 일서(一西)이다. 강원도 삼척시 출신.
행용양위 부사과(行龍驤衛副司果), 백령도진관을 거쳐 1878년(고종 15) 창원 안골만호, 해주 조이포수군만호를 역임했다. 조선왕조실록에는 등장하지 않으나 승정원일기 및 이재원의 개인 문서인 입조록에 방문자 명단에 그의 이름이 있어서 재직 여부가 확인되었다.

## 생애
1827년(순조 27) 3월 10일에 강원도 삼척군 근덕면에서 태어났으며, 증 이조참판 이득성(李得成)의 후손이며, 증조부는 참봉 원혁(元赫)이고, 아버지는 명위(命瑋)이며, 어머니는 연일정씨로 가선대부 정언호(鄭彦浩)의 딸이다. 고려 국자감대사성 이순우의 후손이다.
처음 이름은 이면조였는데 뒤에 이계철로 개명하였다.
그의 초기 생애에 대해서는 알려진 것이 없다. 1875년(고종 12) 무과(武科)에 급제, 선략장군 행용양위 부사과(行龍驤衛副司果), 황해도 백령도진관(白翎島鎭管) 등을 거쳐 1878년(고종 15) 7월 10일 창원 안골만호(安骨萬戶)가 되고, 1878년(고종 15) 12월 28일 해주 조이포 수군만호(海州助泥浦萬戶)가 되었다. 승정원일기에는 그가 조이포 만호 임명일자가 12월 28일로 되어 있으나, 이재원의 개인 문서인 입조록에는 12월 19일이라 한다. 이후 최종 관직은 수군절도사에 이르렀다.
조선왕조실록에는 등장하지 않으나 승정원일기 및 이재원의 개인 문서인 입조록에 방문자 명단에 그의 이름이 있어서 2000년대 이후 고서, 고문서의 데이터화로 그의 재직 여부가 확인되었다. 1890년(고종 27) 4월 3일에 사망했다.
묘는 강원도 삼척군 근덕면 궁촌리(宮村里) 구마동(九馬洞)마을 산 곤좌(坤坐)에 있다.

## 가족 관계
- 아버지 : 이명위(李命瑋, 1788년 10월 3일 ~ 1850년 1월 9일)
- 어머니(전모) : 밀양박씨(1785년 9월 23일 ~ 1807년 5월 10일)
- 어머니(생모) : 연일정씨(1790년 1월 7일 ~ 1842년 2월 1일), 가선대부정언호의 딸
- 부인 : 김해김씨(金海金氏, 1826년 3월 17일 ~ 1890년 2월 23일)
  - 아들 : 이인표(李寅杓)
  - 아들 : 이인환(李寅煥, 족숙 긍조(兢祚)의 양자로 출계)
  - 사위 : 최동언(崔東彦, 강릉인)

## 같이 보기
- 백령도
- 해주군
- 안골 왜성
- 이재원
- 승정원일기
- 일성록
- 입조록

## 참고 자료
- 승정원일기
- 입조록, 이재원
- 삼척군지